# Spathius hecate
Spathius hecate är en stekelart som beskrevs av Nixon 1943. Spathius hecate ingår i släktet Spathius och familjen bracksteklar. Inga underarter finns listade i Catalogue of Life.